# Richard Lankford

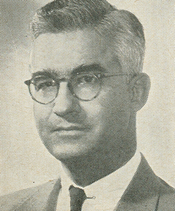
Richard Lankford (1955)

Richard Estep Lankford (* 22. Juli 1914 in Wilmington, Delaware; † 22. September 2003 in Easton, Maryland) war ein US-amerikanischer Politiker. Zwischen 1955 und 1965 vertrat er den Bundesstaat Maryland im US-Repräsentantenhaus.

## Werdegang
Richard Lankford besuchte zunächst private Schulen in Baltimore und in Alexandria (Virginia). Danach studierte er bis 1937 an der University of Virginia in Charlottesville. Nach einem anschließenden Jurastudium an der University of Maryland und seiner 1940 erfolgten Zulassung als Rechtsanwalt begann er in diesem Beruf zu arbeiten. Außerdem war er Manager einiger Tabakplantagen und Viehfarmen. Während des Zweiten Weltkrieges diente Lankford zwischen 1942 und 1946 in der Reserve der US Navy. Nach dem Krieg schlug er als Mitglied der Demokratischen Partei eine politische Laufbahn ein. Von 1948 bis 1954 saß er im Abgeordnetenhaus von Maryland. 1952 kandidierte er noch erfolglos für das US-Repräsentantenhaus. Im Jahr darauf war er Mitglied des Regierungsrats von Maryland; im August 1956 nahm er als Delegierter an der Democratic National Convention in Chicago teil.
Bei den Kongresswahlen des Jahres 1954 wurde Lankford im fünften Wahlbezirk von Maryland in das US-Repräsentantenhaus in Washington, D.C. gewählt, wo er am 3. Januar 1955 die Nachfolge von Frank Small antrat. Nach vier Wiederwahlen konnte er bis zum 3. Januar 1965 fünf Legislaturperioden im Kongress absolvieren. Diese waren von den Ereignissen der Bürgerrechtsbewegung und des Kalten Krieges geprägt. In dieser Zeit begann auch der Vietnamkrieg. 1964 verzichtete Richard Lankford auf eine erneute Kandidatur. Nach dem Ende seiner Zeit im US-Repräsentantenhaus zog er sich aus der Politik zurück. Er starb am 22. September 2003 in Easton.